# Hochhaus-Friedhof Santos

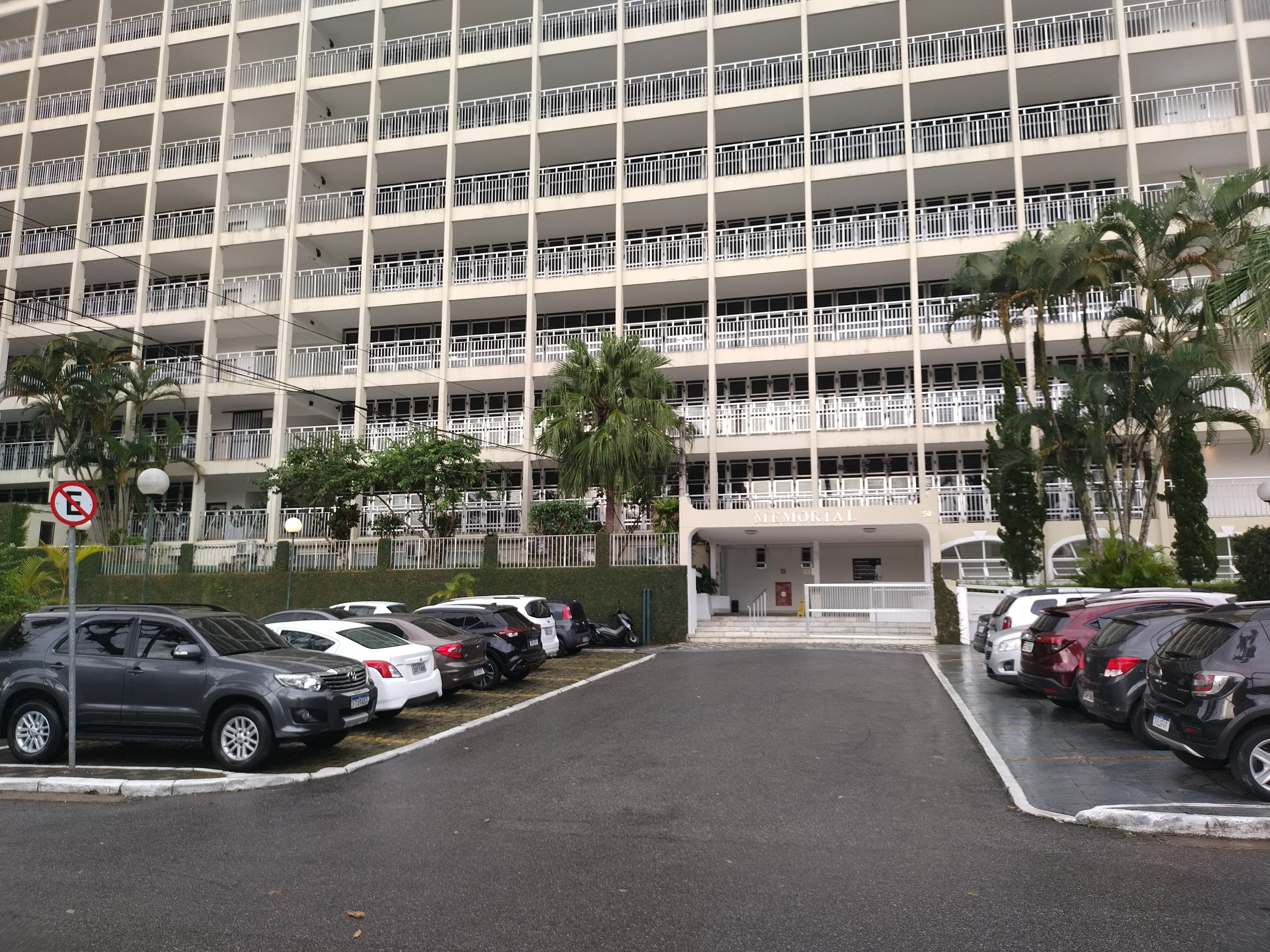
Der Friedhof von der Straße aus, 2023

Der Hochhaus-Friedhof Santos (portugiesisch Cemitério vertical oder Memorial Necrópole ecuménica) ist ein Friedhof in einem Hochhaus im Stadtteil Marapé der brasilianischen Stadt Santos.
Laut Guinness-Buch der Rekorde ist er mit 14 Stockwerken der höchste seiner Art weltweit. Der Friedhof liegt zentrumsnah und unweit eines Stadtstrands am Südatlantik.

## Geschichte

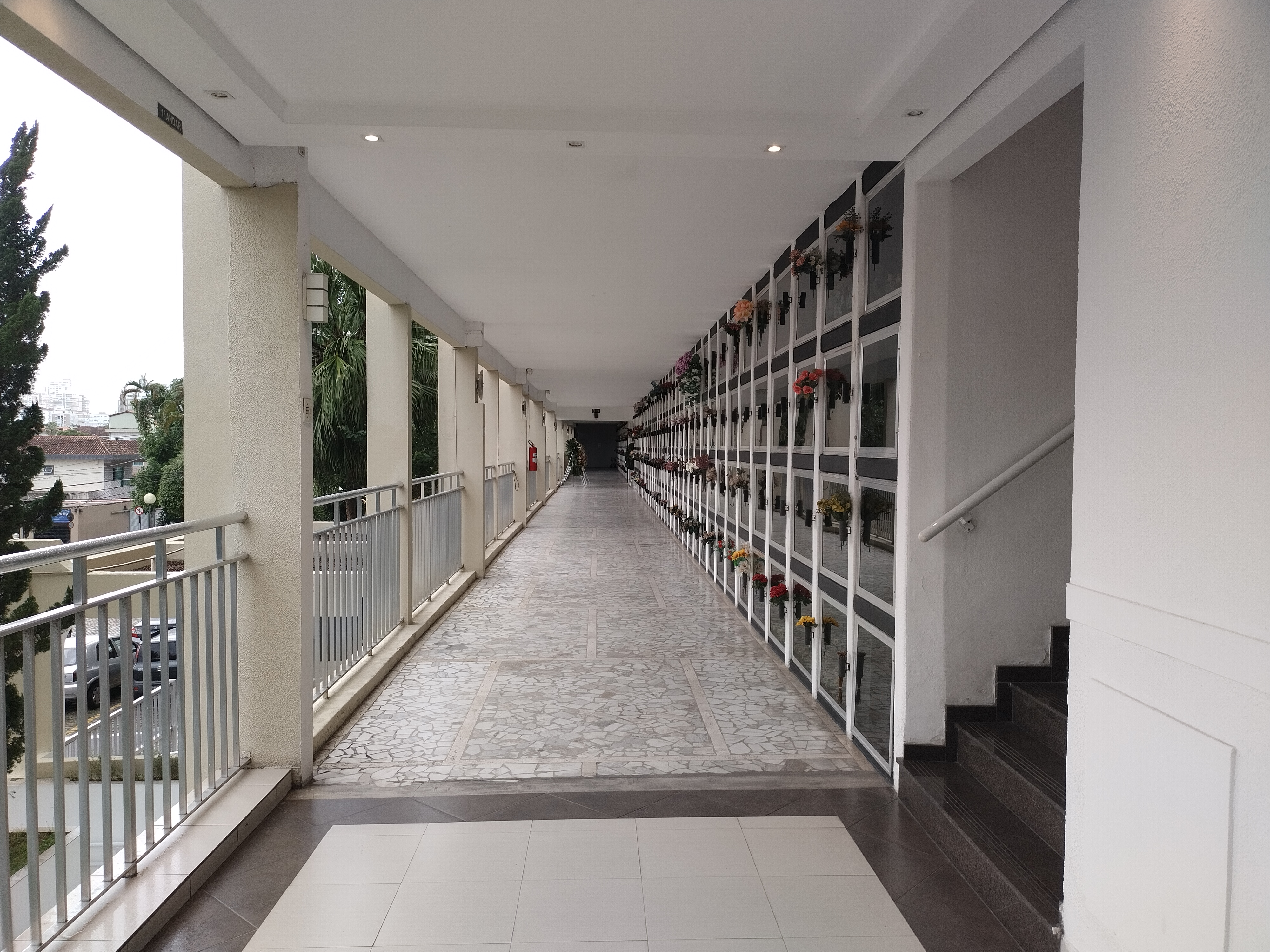
Das erste Stockwerk des Friedhofs

Wegen des tropischen und subtropischen Klimas besteht in dem Land am Äquator eine Bestattungspflicht innerhalb von 24 Stunden. Dies war neben zunehmendem Mangel an geeignetem Areal und der Überfüllung von Friedhöfen auch der Grund für die Errichtung des Memorial in Santos im Jahr 1983, das eine 24-Stunden-Öffnung gewährleistete und alle für eine Bestattung in Frage kommenden Dienste anbot. Bis zur Gegenwart, in der beispielsweise in São Paulo, Porto Alegre und Curitiba, Guarulhos, Hochhausfriedhöfe bestehen, erhöhte sich die Zahl der Begräbnisstätten schrittweise auf 16.000.
Der ehemalige Fußballspieler und Weltstar Pelé ließ hier seinen Vater und einen Bruder bestatten. Pelé selbst hat seine Grabstätte im ersten Stock des Gebäudes, wo seine Familie ein Mausoleum für ihn hat errichten lassen.

## Ausbau
Es besteht die Absicht, das Hauptgebäude, neben den anderen drei Häusern des Komplexes, auf 32 Stockwerke und dann 108 Meter zu erhöhen. 